# 住友精化
住友精化株式会社（すみともせいか、英文名：Sumitomo Seika Chemicals Company, Limited）は、本店を兵庫県加古郡播磨町に、本社を大阪市中央区と東京都千代田区に置く、住友化学株式会社の持分法適用会社で、住友グループ広報委員会にも参加する化学メーカーである。
元々は肥料の製造を中心に行っていたが、1960年代に事業を転換し、現在は主に吸水性樹脂を中心としたファインケミカルの大手として、その名を知られている。

## 主力製品・事業
- 吸水性樹脂
- 精密化学
- 機能樹脂
- 各種ガス
- ガス発生装置の製造
- エンジニアリング
- 有機高分子[1]
  - ポリエチレンオキサイド[2]

## 主要事業所
- 本社（大阪市中央区）
- 東京本社（東京都千代田区）
- 別府工場（兵庫県播磨町） - 精密化学品、基礎化学品、ガス製品
- 姫路工場（兵庫県姫路市） - ポリマー製品
- 千葉工場（千葉県八千代市） - 粉末樹脂製品、ガス製品

## 沿革
- 1944年 - 住友化学工業（現・住友化学）と多木化学の共同出資により、住友多木化学工業株式会社設立。
- 1946年 - 商号を別府化学工業株式会社に変更。
- 1960年 - 住友化学工業と富士製鐵（後の新日本製鐵、現・日本製鉄）の折半出資により、（旧）製鉄化学工業株式会社を設立し、姫路工場を建設。
- 1961年 - 別府化学工業が製鉄化学工業を合併し、商号を（新）製鉄化学工業株式会社に変更（社章は重ね二つ細輪）。
- 1962年 - 化工機器の制作、販売、設計業務を開始。
- 1963年 - 粉末プラスチック事業を開始。
- 1969年 - 千葉工場を建設。
- 1989年10月1日 - 商号を住友精化株式会社に変更。
- 1999年 - シンガポールで高吸水性事業を開始。
- 2006年 - 台湾でエレクトロニクスガス事業を開始。
- 2007年 - シンガポール、アメリカ、ベルギーに販売会社を設立。
- 2008年
  - フランスのアルケマ社から高吸水性事業を買収。
  - 韓国でエレクトロニクスガス事業を開始。
- 2011年 - 中国で製造会社と販売会社を設立。
- 2012年 - 中国で高純度アンモニア製造開始
- 2016年 - 韓国で吸水性樹脂製造開始

## 高吸水性樹脂の世界シェア
- 現在[いつ?]の順位は日本触媒、BASF、エボニック、住友精化、SDPグローバル（三洋化成工業と豊田通商の合弁企業）の順番となっている。

## 主要関係会社

### 国内グループ企業
- セイカテクノサービス株式会社

### 海外グループ企業
- Sumitomo Seika Singapore Pte. Ltd.
- 台湾住精科技(股)有限公司
- Sumitomo Seika Asia Pacific Pte. Ltd.
- Sumitomo Seika America,Inc.
- Sumitomo Seika Europe S.A./N.V.
- アルケマ（ヨーロッパにおける製造委託・フランス）
- 住精ケミカル株式会社(韓国)
- 住友精化貿易（上海）有限公司
- 住精科技(揚州)有限公司
- Sumitomo Seika Polymers Korea Co., Ltd.